# Cuniculidae
Cuniculidae é uma família de roedores sul-americanos, popularmente conhecidos como pacas.

## Classificação
- Família Cuniculidae Miller & Gidley, 1918
  - Gênero Cuniculus Brisson, 1762
    - Cuniculus paca (Linnaeus, 1766)
    - Cuniculus taczanowskii (Stolzmann, 1865)